# Nadine Muse
Nadine Muse (* 20. Jahrhundert) ist eine französische Soundeditorin, Sounddesignerin und Filmeditorin. Sie hat bei sechs Filmen von Michael Haneke am Filmschnitt und/oder an der Tongestaltung mitgewirkt. Für die Filmmontage von Caché gewann sie 2005 zusammen mit Michael Hudecek den Europäischen Filmpreis.

## Leben und Werk
Nadine Muse wurde Ende der 1960er Jahre zunächst als Schnitt-Assistentin tätig, bei Filmen wie Ein Bulle sieht rot oder Balduin, der Schrecken von St. Tropez. Ab 1975 wurde sie dann als Sound-Editorin bzw. Sound-Designerin aktiv und kommt in diesem Bereich auf über 80 Filmcredits. Häufigere Zusammenarbeiten ergaben sich dabei mit den Regisseuren Claude Miller, Gérard Oury, Patrice Chéreau, Jean Becker, Claude Berri und Michel Hazanavicius.
Nadine Muse war beim französischen Filmpreis César in den Jahren 1984, 1999, 2013 und 2014 für den Besten Ton nominiert. Beim BAFTA Award 2012 war sie ebenfalls für den Besten Ton nominiert, für ihre Mitwirkung an The Artist.
Seit Mitte der 1980er Jahre arbeitet Nadine Muse auch als Filmeditorin, meist im Verbund mit einem oder mehreren Co-Editoren. Ihr erster Langfilm war Dog Day – Ein Mann rennt um sein Leben (1984) des Regisseurs Yves Boisset, für den sie bereits bei früheren Projekten als Soundeditorin gearbeitet hatte. Seit Code: unbekannt (2000) ist sie als Filmeditorin fast ausschließlich bei Filmen von Michael Haneke in Erscheinung getreten, zuletzt bei Liebe (2012).
Der 2015 erschienene Spielfilm La Vie très privée de Monsieur Sim von Regisseur Michel Leclerc stellt ihre bislang letzte Arbeit als Tongestalterin dar.

## Filmografie (Auswahl)
Wo nicht anders ausgewiesen, handelt es sich um einen Kinospielfilm

### Filmschnitt
- 1972: Kerzenlicht (Les feux de la chandeleur)
- 1984: Dog Day – Ein Mann rennt um sein Leben (Canicule) – Regie: Yves Boisset
- 1987: Wer hat dem Rabbi den Koks geklaut? (Lévy et Goliath) – Regie: Gérard Oury
- 1988: L'oeuvre au noir – Regie: André Delvaux
- 2000: Code: unbekannt (Code inconnu) – Regie: Michael Haneke
- 2001: Die Klavierspielerin – Regie: Michael Haneke
- 2003: Wolfzeit – Regie: Michael Haneke
- 2005: Caché – Regie: Michael Haneke
- 2007: Himalaya – Im Dorf der Frauen (Himalaya, la terre des femmes) – TV-Dokumentarfilm, Regie: Marianne Chaud
- 2012: Liebe (Amour) – Regie: Michael Haneke

### Tonschnitt / Sounddesign
- 1975: Hurra, die 7. Kompanie ist wieder da! (On a retrouvé la 7ème compagnie !) – Regie: Robert Lamoureux
- 1977: Rollenspiele (Repérages) – Regie: Michel Soutter
- 1977: Drei Schlappschwänze auf großer Tour (La Septième Compagnie au clair de lune) – Regie: Robert Lamoureux
- 1978: Die Klassenlehrerin (La Clé sur la porte) – Regie: Yves Boisset
- 1980: Die Regenschirmmörder (Le Coup du parapluie) – Regie: Gérard Oury
- 1981: Das Verhör (Garde à vue) – Regie: Claude Miller
- 1981: Der Hornochse und sein Zugpferd (La Chèvre) – Regie: Francis Veber
- 1982: Das As der Asse (L’As des as) – Regie: Gérard Oury
- 1982: The Emperor of Peru – Regie: Fernando Arrabal
- 1983: Das Auge (Mortelle randonnée) – Regie: Claude Miller
- 1985: Das freche Mädchen (L'effrontée) – Regie: Claude Miller
- 1987: Wer hat dem Rabbi den Koks geklaut? (Lévy et Goliath) – Regie: Gérard Oury
- 1987: Hôtel de France – Regie: Patrice Chéreau
- 1988: Bonjour l'angoisse – Regie: Pierre Tchernia
- 1988: Die kleine Diebin (La Petite Voleuse) – Regie: Claude Miller
- 1989: Der Preis der Freiheit (Force majeure) – Regie: Pierre Jolivet
- 1989: La barbare – Regie: Mireille Darc
- 1989: I Want to Go Home – Regie: Alain Resnais
- 1989: Trau keinem Schurken (Try This One for Size) – Regie: Guy Hamilton
- 1990: Ein Mann weiß zuviel (Présumé dangereux) – Regie: Georges Lautner
- 1990: Gefangen im ewigen Eis (A Captive in the Land) – Regie: John Berry
- 1991: Simple mortel – Regie: Pierre Jolivet
- 1991: Die Liebenden von Pont-Neuf (Les Amants du Pont-Neuf) – Regie: Leos Carax
- 1993: Die Affäre Seznec (L'Affaire Seznec) – TV-Zweiteiler, Regie: Yves Boisset
- 1993: Die Kindheit des Sonnenkönigs (Louis, enfant roi) – Regie: Roger Planchon
- 1993: Justinien Trouvé, ou le bâtard de Dieu – Regie: Christian Fechner
- 1994: Eine reine Formalität (Una pura formalità) – Regie: Giuseppe Tornatore
- 1994: Die Maschine (La machine) – Regie: François Dupeyron
- 1995: Élisa – Regie: Jean Becker
- 1995: Jenseits der Wolken (Al di là delle nuvole) – Regie: Michelangelo Antonioni, Wim Wenders
- 1995: Fiesta – Regie: Pierre Boutron
- 1996: Baby Deal (XY, drôle de conception) – Regie: Jean-Paul Lilienfeld
- 1996: L'Élève – Regie: Olivier Schatzky
- 1998: La voie est libre – Regie: Stéphane Clavier
- 1998: Wer mich liebt, nimmt den Zug (Ceux qui m’aiment prendront le train) – Regie: Patrice Chéreau
- 1999: Ein Sommer auf dem Lande (Les Enfants du marais) – Regie: Jean Becker
- 2000: Code: unbekannt (Code inconnu) – Regie: Michael Haneke
- 2001: Intimacy – Regie: Patrice Chéreau
- 2001: Un crime au paradis – Regie: Jean Becker
- 2001: Die Klavierspielerin – Regie: Michael Haneke
- 2002: Laura wirbelt Staub auf (Une femme de ménage) – Regie: Claude Berri
- 2003: Gefühlsverwirrungen (Les sentiments) – Regie: Noémie Lvovsky
- 2004: Schau mich an! (Comme une image) – Regie: Agnès Jaoui
- 2005: L'un reste, l'autre part – Regie: Claude Berri
- 2006: OSS 117 – Der Spion, der sich liebte (OSS 117: Le Caire, nid d'espions) – Regie: Michel Hazanavicius
- 2007: Zusammen ist man weniger allein (Ensemble, c'est tout) – Regie: Claude Berri
- 2007: Funny Games U.S. – Regie: Michael Haneke
- 2008: Erzähl mir was vom Regen (Parlez-moi de la pluie) – Regie: Agnès Jaoui
- 2009: OSS 117 – Er selbst ist sich genug (OSS 117: Rio ne répond plus) – Regie: Michel Hazanavicius
- 2009: Ruhelos (Persécution) – Regie: Patrice Chéreau
- 2011: Propriété interdite – Regie: Hélène Angel
- 2011: The Artist – Regie: Michel Hazanavicius
- 2011: Die Zeit der Stille (Le Temps du silence) – Regie: Franck Apprederis
- 2011: La Nuit nomade – Dokumentarfilm, Regie: Marianne Chaud
- 2012: Liebe (Amour) – Regie: Michael Haneke
- 2012: Journal de France – Kino-Dokumentarfilm, Regie: Raymond Depardon, Claudine Nougaret
- 2013: Venus im Pelz (La Vénus à la fourrure) – Regie: Roman Polański
- 2014: The Search / Die Suche – Regie: Michel Hazanavicius
- 2015: La Vie très privée de Monsieur Sim – Regie: Michel Leclerc

## Auszeichnungen

### Preise
- 2005: Europäischer Filmpreis: Bester Schnitt für Caché, zusammen mit Michael Hudecek

### Nominierungen
- César: Bester Ton (César du meilleur son)
  - 1984: für Das Auge (Mortelle randonnée)
  - 1999: für Wer mich liebt, nimmt den Zug (Ceux qui m’aiment prendront le train)
  - 2013: für Liebe (Amour)
  - 2014: für Venus im Pelz (La Vénus à la fourrure)
- 2012: BAFTA Award 2012: Besten Ton für The Artist
- 2013: Golden Reel Award für Liebe (Amour)